# Ortsbildmesse

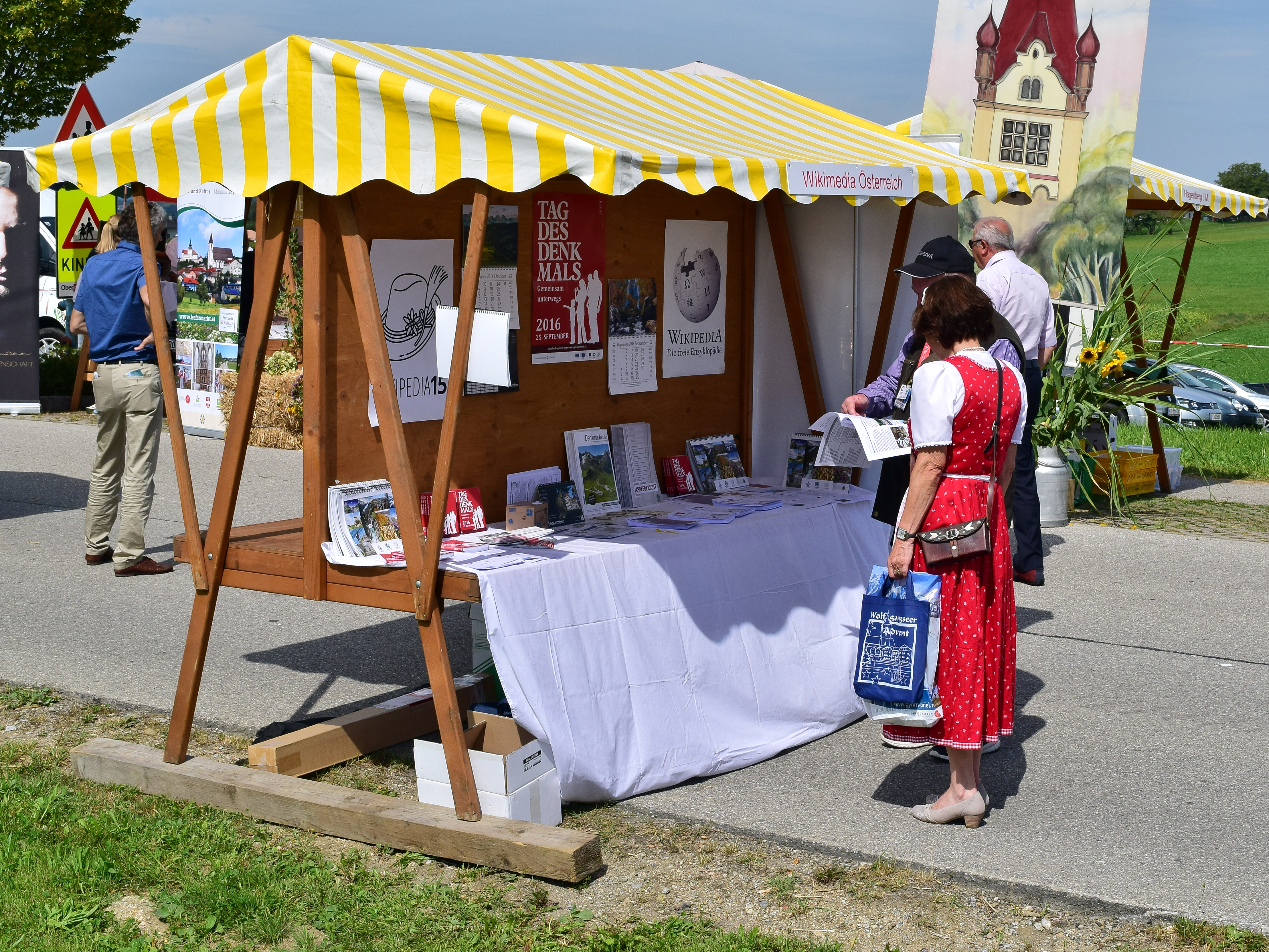
Einer der Informationsstände bei der Ortsbildmesse 2016 in Kirchberg ob der Donau. Die Stände sind einheitlich gestaltet und geben Gemeinden, Vereinen und Verbänden die Möglichkeit, sich zu präsentieren.

Ortsbildmesse ist eine Veranstaltungsreihe des Landesverbandes der Dorf- und Stadtentwicklungsvereine in Oberösterreich.

## Initiative der OÖ. Landesregierung
Das Konzept der Ortsbildmessen wurde ursprünglich in Niederösterreich entwickelt und ab 1985 mit jährlichen Veranstaltungen u. a. in Großweikersdorf, Drosendorf, Neustadtl an der Donau und Hainburg an der Donau umgesetzt.
Die erste oberösterreichische Ortsbildmesse wurde auf Initiative des Landes Oberösterreich 1991 in Viechtwang, einem Dorf in der Marktgemeinde Scharnstein abgehalten. Den Dorf- und Stadtentwicklungsgemeinden und den Dorf- und Stadtentwicklungsvereinen wird kostenlos ein Ausstellungsstand zur Verfügung gestellt. Ein kulturelles Begleitprogramm sowie die Präsentation der regionalen Wirtschaft und Vereine tragen dazu bei, dass die Besucherzahl beachtlich ist. 1991 und 1993 wurde im Rahmen der Ortsbildmessen gemeinsam mit einer Kreditinstitutsgruppe der OÖ. Dorfentwicklungspreis vergeben. Weitere Initiativen sind ein- bis zweimal jährlich abgehaltene Vereins- und Regionstreffen, Workshops sowie ein seit 2005 alle zwei Jahre durchgeführter Wettbewerb der Ideen.

## Liste der Ortsbildmessen
Folgende oberösterreichischen Gemeinden erhielten bisher den Auftrag, eine Ortsbildmesse auszurichten:
| Ort                                      | Datum                  | Gegend                       |
| ---------------------------------------- | ---------------------- | ---------------------------- |
| Scharnstein (Viechtwang)                 | 31. Mai – 1. Juni 1991 | Traunviertel–Almtal          |
| Großraming                               |                        | Traunviertel–Ennstal         |
| Pupping                                  | 9.–11. September 1994  | Hausruckviertel–Eferding     |
| Neukirchen am Walde                      | 16./17. September 1995 | Mühlviertel-West             |
| Neufelden                                |                        | Mühlviertel-West             |
| Raab                                     |                        | Innviertel-Nord/Sauwald      |
| Steinbach an der Steyr                   |                        | Traunviertel–Steyrtal        |
| Eferding                                 |                        | Hausruckviertel–Eferding     |
| Zwettl an der Rodl                       |                        | Mühlviertel-Nord             |
| Braunau am Inn                           |                        | Innviertel-West/Inntal       |
| Schwanenstadt                            |                        | Hausruckviertel–Agertal      |
| Grieskirchen                             |                        | Hausruckviertel–Grieskirchen |
| Hagenberg im Mühlkreis                   | 24.–26. September 2004 | Mühlviertel-Ost              |
| Aspach                                   |                        | Innviertel-West              |
| Hinterstoder                             |                        | Traunviertel–Steyrtal        |
| Kleinraming (bei Sankt Ulrich bei Steyr) |                        | Traunviertel–Ennstal         |
| Schenkenfelden                           |                        | Mühlviertel-Nord             |
| Schärding                                |                        | Innviertel-Nord/Inntal       |
| Vöcklamarkt (Schmidham)                  |                        | Hausruckviertel–Vöcklatal    |
| St. Wolfgang im Salzkammergut            |                        | Traunviertel–Wolfgangsee     |
| Perg                                     |                        | Mühlviertel-Ost/Machland     |
| Grieskirchen                             |                        | Hausruckviertel–Grieskirchen |
| Engelhartszell                           |                        | Innviertel                   |
| Gmunden                                  |                        | Traunviertel–Salzkammergut   |
| Kirchberg ob der Donau                   |                        | Oberes Mühlviertel           |
| Natternbach                              |                        | Hausruckviertel              |
| Moosbach                                 |                        | Innviertel                   |
| Ternberg                                 | 8. September 2019      | Traunviertel–Ennstal         |
| Freistadt                                | 12. September 2021     | [ 1 ] [ 2 ]                  |
| St. Marienkirchen                        | 11. September 2022     | Hausruckviertel              |
| Eitzing                                  | 17. September 2023     | Innviertel                   |

## Dorfentwicklungsgemeinden
Dorf an der Pram war 1986 die erste oberösterreichische Gemeinde, die einen Dorfentwicklungsverein nach Vorbildern in Bayern und in Niederösterreich gründete, es folgte Jetzingerdorf in der Gemeinde St. Roman. Erste Großveranstaltung zur Thematik war eine Dorferneuerungsenquete am 8. November 1988 in der Stadthalle Enns. Die Einbeziehung der örtlichen Bevölkerung in die Dorferneuerungskonzepte erwies sich zunächst als schwierig. Teil der Konzepte, die wissenschaftlich von einem Institut der Universität Graz unter der Leitung von Franz Riepl begleitet und politisch von Helmut Kukacka und später von den Landesräten Josef Pühringer, Christoph Leitl, Josef Fill und Viktor Sigl forciert wurden, waren Dorfabende, Exkursionen und Ausstellungen. 1992 wurde vom Landeshauptmann erstmals der neugeschaffene Titel Konsulent für Dorf- und Stadtentwicklung verliehen.

## Verband der Dorf- und Stadtentwicklungsvereine
Am 23. September 2006 wurde in Hallstatt der Landesverband der Dorf- und Stadtentwicklungsvereine gegründet, der seither als Veranstalter der oberösterreichischen Ortsbildmessen auftritt. Zu den Zielen des Verbandes, dem zwischenzeitlich mehr als einhundert oberösterreichische Dorf- und Stadtentwicklungsvereine beigetreten sind, zählen die Vertretung der Interessen des ländlichen Raumes in Oberösterreich insbesondere im Rahmen der Dorf- und Stadtentwicklung, die Suche nach neuen Wegen zur Lösung kommunaler Probleme, die Zusammenarbeit mit Organisationen, die in Oberösterreich auf nationaler oder internationaler Ebene mit dem ländlichen Raum befasst sind, die Unterstützung des ländlichen Raumes durch Beratungs- und Schulungstätigkeit sowie die Information und Förderung von Gespräch, Erfahrungsaustausch und gemeinsamem Handeln seiner Mitglieder insbesondere durch die Veranstaltung von Ortsbildmessen.

## Konsulent für Dorf- und Stadtentwicklung
Die bereits 1992 erstmals verliehene Landesauszeichnung Konsulent für Dorf- und Stadtentwicklung wurde 2011 wiederbelebt und an folgende Personen im Rahmen der Ortsbildmesse verliehen, die sich für dieses Thema besonders verdient gemacht haben:
- 1992
  - Juliane Grubelnik (Viechtwang in Scharnstein)

- 2011
  - Günther Voggeneder (Naarn im Machlande)
  - Johann Höglinger (Kirchberg ob der Donau)
  - Gottfried Eiblmeier (Moosbach)
  - Maria Mair (Schmidham in Vöcklamarkt)
  - Angelika Diesenreiter (Hinterstoder)
  - Edeltraud Felbermayr (Schleißheim)
  - Rudolf Gumpoldsberger (Ternberg)
  - Max Felbauer † (Kleinraming in Sankt Ulrich)
  - Karl Herndler (Gaspoltshofgen)
  - Claudia Ortner (Rottenbach)